# Stormy Weather (lied)
Stormy Weather is een jazzstandard uit 1933, geschreven door Harold Arlen (muziek) en Ted Koehler (tekst). Het werd door talloze musici uitgevoerd, het eerst door Ethel Waters met het orkest van Duke Ellington in de Cotton Club in Harlem. Het is een droevig lied over de scheiding van een geliefde.
Arlen en Koehler werkten in die tijd in de Cotton Club, waar ze voor twee shows per jaar liedjes schreven. Het nummer werd in nog geen 30 minuten geschreven voor zanger en bandleider Cab Calloway. Deze bleek dat jaar echter niet in de revue te spelen, zijn plaats zou worden ingenomen door de band van Ellington. Op zoek naar iemand die het zou kunnen zingen vonden ze Ethel Waters die net naar New York was teruggekeerd. Haar opname van de song, in 1933, werd in 2003 in de Grammy Hall of Fame opgenomen. Maar het was niet de eerste opname: Arlen zong het zelf met het orkest van Leo Reisman en deze opname was destijds de grootste hit.
Nadien hebben velen het lied uitgevoerd en op plaat gezet. Enkele namen:
- The Dorsey Brothers met Ethel Waters als zangeres (1933)
- Duke Ellington nam een instrumentale versie op en een versie met zangeres Ivie Anderson (1933).
- Lena Horne nam het liefst vijf keer op. Haar versie werd in 2000 opgenomen in de Grammy Hall of Fame. Ze zong het lied ook in de gelijknamige film uit 1943.
- Billie Holiday nam het lied in 1952 op
- Judy Garland nam het in de studio op en er staat een live-versie op 'Judy at Carnegie Hall'
- Django Reinhardt maakte eveneens een opname, te vinden op 'Keep Cool: Guitar Solos (1950-1953)'
- Frank Sinatra heeft het drie keer op de plaat gezet, onder andere op het herfstige album 'No One Cares' (1959)
- Ella Fitzgerald's versie is te vinden op 'Ella Fitzgerald Sings the Harold Arlen Songbook' (1961)
- Jeff Lynne, nam het lied in 1990 op voor zijn soloalbum Armchair Theatre (1990)
- Toots Thielemans nam het op met Oleta Adams (op de cd 'One More for the Road', 2006)

In januari 2011 dook de handgeschreven tekst van het lied op in de Amerikaanse versie van de 'Antiques Roadshow' en werd daar, met een schilderij van Koehler, getaxeerd op een waarde van 50.000 tot 100.000 dollar.